# Заветное (Приморский край)
Заве́тное — село в Чугуевском муниципальном районе Приморского края России.

## География
Село находится на левом берегу реки Журавлёвка (правый приток Уссури) и на правом берегу реки Дорожная при их слиянии, на расстоянии 86 км (по прямой) к северо-востоку от села Чугуевка, административного центра района.
Через село проходит автодорога, отходящая в окрестностях села Самарка на восток от трассы «Кокшаровка — Дальнереченск». От Заветного до Самарки около 45 км, между сёлами находятся две заброшенные (нежилые) деревни Плохотнюки и Журавлёвка и село Окраинка. Далее по автодороге (на восток) можно доехать до Дальнегорска.

## Население
| 2002 | 2006 | 2010 |
| ---- | ---- | ---- |
| 604  | ↘536 | ↘376 |

## Улицы
| - ул. Восточная, - ул. Заречная, - ул. Кирова, - ул. Кооперативная, | - ул. Космонавтов, - ул. Ленина, - ул. Маяковского, - ул. Набережная, | - ул. Пионерская, - ул. Советская, - ул. Центральная, - ул. Школьная. |